# Des Moines

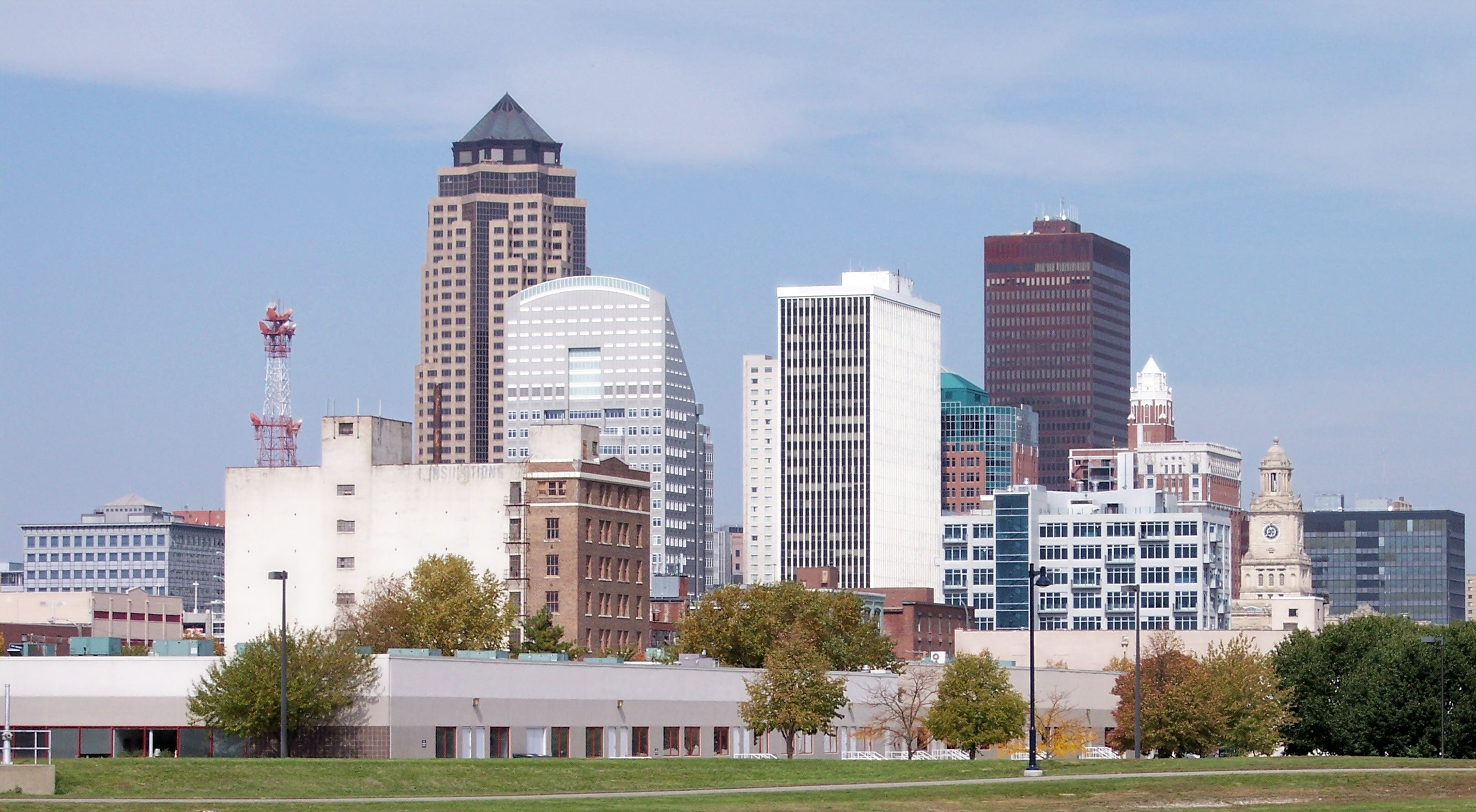
Des Moines skyline.

Des Moines är huvudstad i delstaten Iowa i USA. Staden grundades 1843 och inkorporerades 1851, den hette från början Fort Des Moines. Stadens borgmästare är Frank Cownie.
Des Moines har en yta av 200,1 km² och cirka 196 000 invånare (2003). I storstadsområdet (metro area) bor 556 230 personer (uppskattad siffra för 2008). 
Staden ligger i Polk County i södra Iowa. Den ligger vid två floder, Des Moines River och Raccoon River. Dessa två floder försörjer staden med vatten.
Från början var Iowa City huvudstad i Iowa.
Des Moines kallas för USA:s försäkringshuvudstad, eftersom den har fler försäkringsbolag än någon annan stad i USA.

## Historia
Des Moines grundades i maj 1843 när kapten James Allen byggde en fästning på platsen där de två floderna möts. Allen ville kalla fästningen för Fort Raccoon, men det amerikanska krigsdepartementet bestämde att det skulle kallas Fort Des Moines.  Staden är döpt efter Des Moines-floden, som i sin tur har fått sitt namn från Franskans Rivière des Moines, bokstavligen "Munkarnas flod." 
Nybyggare byggde upp ett litet samhälle runt fästningen, och den 22 september 1851 fick bebyggelsen stadsrättigheter. 1857 kortades namnet ner till Des Moines och staden blev utnämnd till huvudstad i Iowa.

## Geografi
Enligt United States Census Bureau har staden en yta av 200,1 km². 196,3 km² är landyta och 3,8 km² är vattenyta. Totala andelen vattenytor uppgår till 1,88 %.

## Övrigt
- I Des Moines finns det en 5,6 kilometer lång gångväg i luften, som tillåter folk att ta sig mellan byggnader utan att behöva gå utomhus.
- Från Des Moines kommer numetal-bandet Slipknot.